# La guerra dei bugiardi
La guerra dei bugiardi (A Bright Shining Lie) è un film per la televisione del 1998 diretto da Terry George, con Bill Paxton, Amy Madigan e Donal Logue.
È tratto dal libro di Neil Sheehan Vietnam. Una sporca bugia, che denuncia la guerra del Vietnam attraverso la storia vera di John Paul Vann.

## Trama
Nel marzo 1962 il tenente colonnello Vann viene inviato in Vietnam come consigliere militare nell'ambito della lotta intrapresa dal governo sudvietnamita, con il sostegno americano, contro i Vietcong. In seguito ad una battaglia contro i Vietcong nella quale le forze sudvietnamite subiscono gravi perdite, vengono diffusi rapporti trionfalistici che lo spingono a dire la verità al giornalista Steven Burnett, mettendo così in pericolo la sua carriera militare.
Infatti pochi mesi dopo viene obbligato a fare ritorno in America. Qui cerca di far approvare un suo piano che prevede la fornitura di riso ai contadini vietnamiti per ottenerne l'appoggio, tuttavia dopo vari tentativi andati a vuoto abbandona la carriera militare e comincia una nuova vita da civile, rimanendo però ossessionato dal Vietnam. Nel 1965 ritorna in Vietnam come capo di un programma civile di pacificazione e cerca di mettere in pratica le sue teorie non riuscendoci a causa di dissapori col comandante Dinh che odia gli americani.
Dopo un breve ritorno negli Stati Uniti durante il quale la moglie gli comunica la sua volontà di chiedere il divorzio in seguito ai suoi numerosi tradimenti, viene mandato a Saigon col titolo di consigliere militare. Successivamente diventa il primo civile al comando delle truppe regolari da combattimento, ricoprendo una carica equivalente a quella di generale maggiore.
Rimasto al comando delle truppe anche in seguito al ritiro americano nel giugno 1972 riesce ad ottenere un'importante vittoria nelle montagne di Kontum facendo bombardare con il napalm la propria posizione con i nemici ormai distanti poche centinaia di metri. Onorato per la vittoria a Saigon, Vann muore in seguito alla caduta dell'elicottero sul quale viaggiava durante il viaggio di ritorno, il 9 giugno 1972.

## Riconoscimenti
- 1998 – Satellite Award
  - Nomination Miglior miniserie o film per la televisione
  - Nomination Miglior attrice non protagonista in una miniserie o film per la televisione a Amy Madigan
- 1999 – Golden Globe
  - Nomination Migliore attore in una miniserie o film per la televisione a Bill Paxton